# Helmut Richter (Künstler)
Helmut Richter (* 29. Oktober 1909 in Zittau; † 27. April 1994 in Herford) war ein deutscher bildender Künstler, Hausforscher, Denkmalschützer und Naturschützer.

## Leben

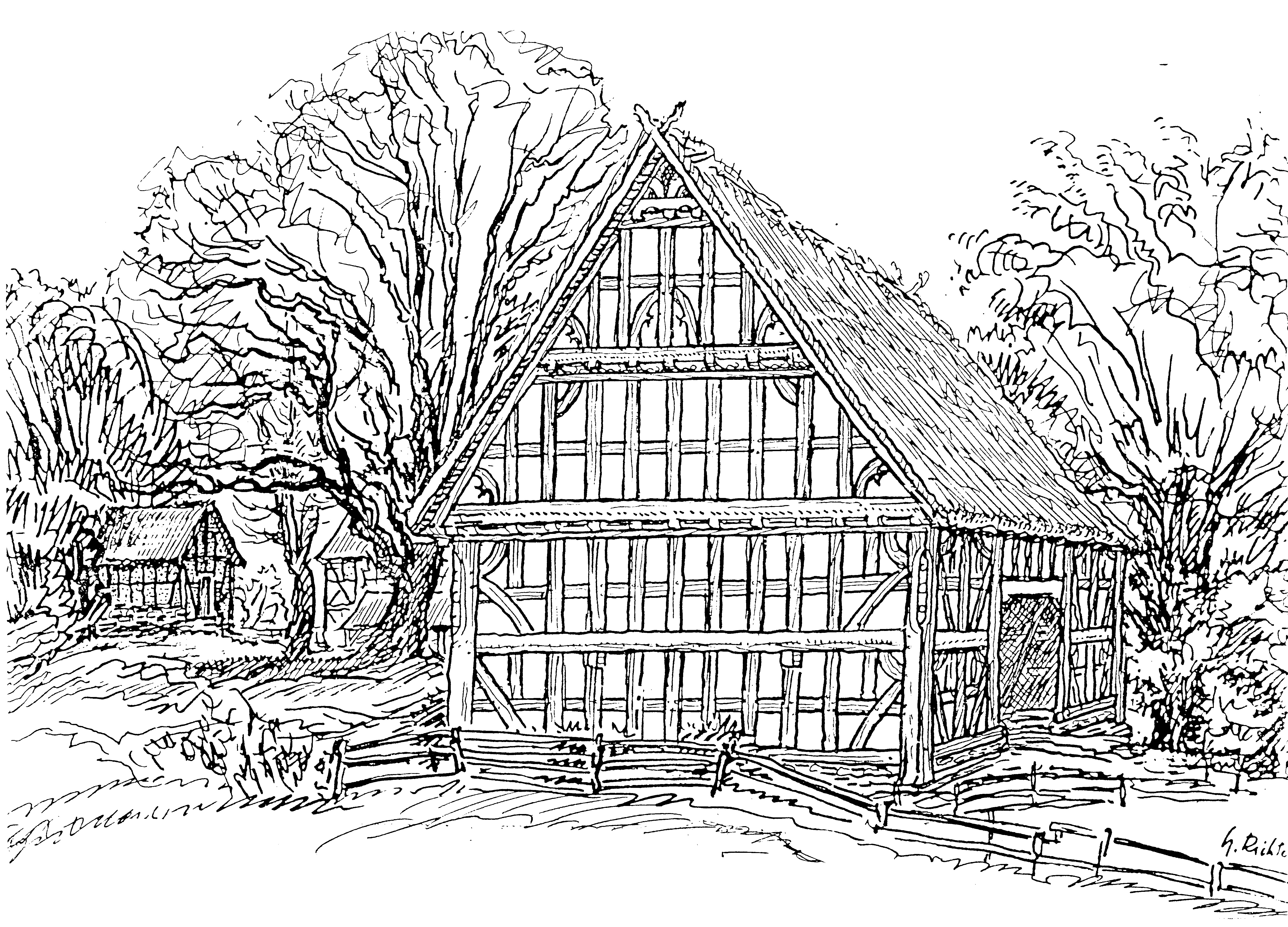
Helmut Richter: Scheune in der Melbach

Helmut Richter wurde am 29. Oktober 1909 in Zittau als Sohn von Gustav Richter und Ida Richter, geb. Lachmann, geboren. Er absolvierte eine Lehre als Industriekaufmann und arbeitete anschließend in der elterlichen Buchhandlung mit. Später übernahm er die Geschäftsführung des Betriebes. Aufgrund dieser Stellung bereiste er immer wieder Europa für einige Monate und fertigte erste Zeichnungen der Landschaften an. Im Winter 1936/37 begleitete er den Archäologen Hermann Thiersch auf einer Reise durch Griechenland. Richter widmete sich künstlerisch auch seiner Oberlausitzer Heimat.
Im Jahr 1937 wurde er freier Mitarbeiter der Bayerischen Landesstelle für Bauernhofforschung im Landesamt für Denkmalpflege in München. Richter arbeitete an der Baufibel für die Oberpfalz mit, welche 1939 erschien. Von 1943 bis zum Kriegsende war Richter an dem Projekt „Notaufnahme deutscher Altstädte für Kriegszerstörungen“ der Mittelstelle Deutscher Bauernhof tätig. Nach dem Krieg veröffentlichte er weitere Werke mit regionalen Inhalten.
Bekannt ist er durch seine Zeichnungen und Textbeiträge, welche sich seit 1946 mit dem Wittgensteiner Land beschäftigten. Nach der Neugründung des Wittgensteiner Heimatvereins  im April 1956 veröffentlichte dieser bereits im ersten Heft auf der Titelseite eine Zeichnung von Richter, der über Jahrzehnte noch viele nachfolgen sollten.  In geringerem Umfang war Richter als Maler tätig.
Er wirkte als Zeichner und Autor an der Veröffentlichung einer Reihe von Dorfbüchern des Wittgensteiner Landes (unter anderem Feudingen 1968, Schameder 1972, Berghausen 1973) mit. Später arbeitete er an dem dritten Band des Wittgensteiner Heimatbuches im Jahr 1984.
Eine Auswahl seiner Zeichnungen von Wittgenstein wurde im Buch Bilder aus Wittgenstein veröffentlicht, welches von Winfried Jakobi und Werner Wied im Jahr 1986 herausgegeben wurde.
Richter heiratete 1948 in Nettelstedt seine Frau Ruth geb. Voigt; aus der Ehe gingen vier Kinder hervor.
Helmut Richter starb am 27. April 1994 im Alter von 84 Jahren in Herford.

## Auszeichnungen
Richter wurde 1980 das Bundesverdienstkreuz und 1981 die Ehrennadel der Schutzgemeinschaft Deutscher Wald verliehen. Im Oktober 1996 wurde am Rande des Naturschutzgebietes Kleiner Seelberg in der Nähe von Vlotho ein Gedenkstein für Richter aufgestellt. An einem Findling brachte der Bund für Umwelt und Naturschutz Deutschland eine Gedenktafel an, in der das besondere Wirken Richters als Naturschützer gewürdigt wurde.